# Nevadas guvernör
Nevadas guvernör (engelska: Governor of Nevada) utgör den högsta befattningshavaren inom den verkställande grenen av delstatsstyret.
Guvernören är folkvald och väljs på en fyraårig mandatperiod, med ett möjligt återval. Valbar är den som fyllt 25 år och är amerikansk medborgare som varit bosatt i Nevada i två år.
Sittande guvernör är sedan den 2 januari 2023 republikanen Joe Lombardo.

## Funktion och roll
Ämbetet konstitueras i Nevadas konstitution och inrättades 1864 då det tidigare Nevadaterritoriet upptogs som en fullvärdig delstat i USA.
Guvernören kan lägga in veto mot lagförslag som antagits av Nevadas delstatsförsamling samt kan sammankalla denna till särskilda sessioner. Guvernören är högste befälhavare för delstatens nationalgarde då det är i delstatlig tjänst. Vidare kan guvernören bevilja nåd till de som dömts i delstatens domstolar.
Guvernören utser en mängd befattningshavare och myndighetschefer i delstatsstyret. Guvernören biträds av en folkvald viceguvernör (engelska: Lieutenant Governor of Nevada), som dock inte väljs samtidigt som guvernören.
Andra folkvalda befattningar är statssekreteraren (engelska: Secretary of State of Nevada), skattmästaren (engelska: State Treasurer of Nevada) och delstatens attorney general. 

## Guvernörer

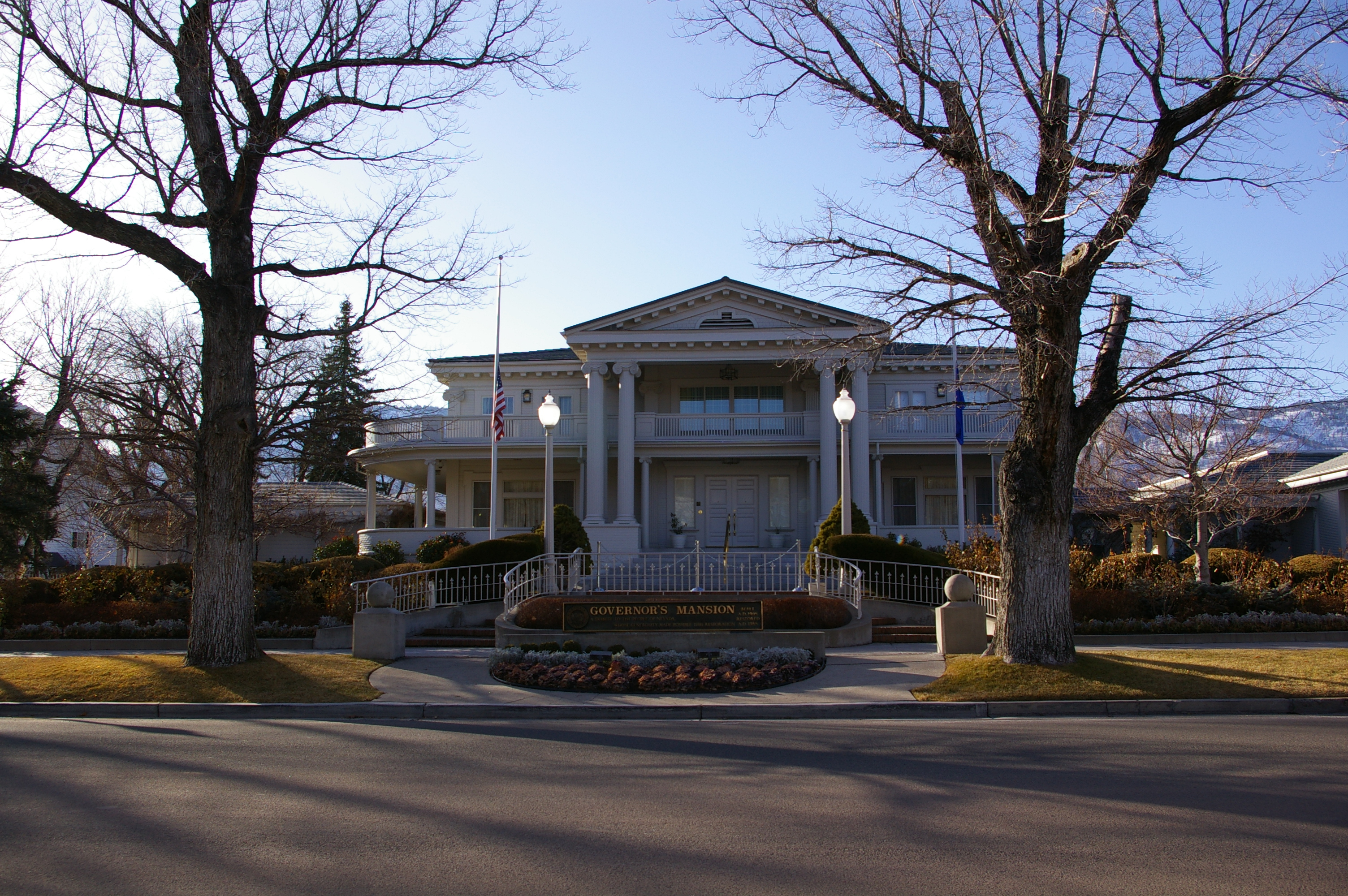
Guvernörsresidenset i Carson City.

| Nummer | Namn                 | Parti          | Ämbetsperiod |
| ------ | -------------------- | -------------- | ------------ |
| 1.     | Henry Blasdel        | Republikan     | 1864–1871    |
| 2.     | Lewis R. Bradley     | Demokrat       | 1871–1879    |
| 3.     | John Henry Kinkead   | Republikan     | 1879–1883    |
| 4.     | Jewett W. Adams      | Demokrat       | 1883–1887    |
| 5.     | Charles C. Stevenson | Republikan     | 1887–1890    |
| 6.     | Frank Bell           | Republikan     | 1890–1891    |
| 7.     | Roswell K. Colcord   | Republikan     | 1891–1895    |
| 8.     | John E. Jones        | Silver         | 1895–1896    |
| 9.     | Reinhold Sadler      | Silver         | 1896–1903    |
| 10.    | John Sparks          | Silverdemokrat | 1903–1908    |
| 11.    | Denver S. Dickerson  | Silverdemokrat | 1908–1911    |
| 12.    | Tasker Oddie         | Republikan     | 1911–1915    |
| 13.    | Emmet D. Boyle       | Demokrat       | 1915–1923    |
| 14.    | James G. Scrugham    | Demokrat       | 1923–1927    |
| 15.    | Fred B. Balzar       | Republikan     | 1927–1934    |
| 16.    | Morley Griswold      | Republikan     | 1934–1935    |
| 17.    | Richard Kirman       | Demokrat       | 1935–1939    |
| 18.    | Edward P. Carville   | Demokrat       | 1939–1945    |
| 19.    | Vail M. Pittman      | Demokrat       | 1945–1951    |
| 20.    | Charles H. Russell   | Republikan     | 1951–1959    |
| 21.    | Grant Sawyer         | Demokrat       | 1959–1967    |
| 22.    | Paul Laxalt          | Republikan     | 1967–1971    |
| 23.    | Mike O'Callaghan     | Demokrat       | 1971–1979    |
| 24.    | Robert List          | Republikan     | 1979–1983    |
| 25.    | Richard Bryan        | Demokrat       | 1983–1989    |
| 26.    | Bob Miller           | Demokrat       | 1989–1999    |
| 27.    | Kenny Guinn          | Republikan     | 1999–2007    |
| 28.    | Jim Gibbons          | Republikan     | 2007–2011    |
| 29.    | Brian Sandoval       | Republikan     | 2011–2019    |
| 30.    | Steve Sisolak        | Demokrat       | 2019–2023    |
| 31.    | Joe Lombardo         | Republikan     | 2023–        |